# テネイシャスD
テネイシャスD (Tenacious D) はアメリカのロックバンド。メンバーは俳優のジャック・ブラックとカイル・ガス。二人は両人が参加していた劇団「アクターズ・ギャング」で出会った。
2024年7月、カイル・ガスが不適切な発言により契約エージェントから契約解除された。

## 映画化
- テネイシャスD 運命のピックをさがせ! Tenacious D in The Pick of Destiny (2006)

## ディスコグラフィ
- テネイシャスD（2001年）
- テネイシャスD-運命のピックをさがせ!（2006年）
- 鳳凰♂昇天（2012年）

## DVD
- 完璧D事典

## キャスト
- ジャック・ブラック
- カイル・ガス
- ベン・スティラー
- ティム・ロビンス
- J・R・リード
- ロニー・ジェイムス・ディオ
- ミート・ローフ
- デイヴ・グロール

## References
1. ↑  On hiatus[1]

1. ↑  Sharf, Zack. “Jack Black Cancels Tenacious D Tour and ‘All Future Creative Plans’ After Kyle Gass’ Remark on Trump Assassination Attempt: ‘I Was Blindsided by What Was Said’” (英語) 2024年7月16日閲覧。
2. ↑  “「トランプを狙った弾は外すなよ」人気バンドメンバー、会場で“不適切な発言”。所属エージェントが「契約解除」を発表”. BuzzFeed 2024年7月19日閲覧。